# Alex Haydon
Pour les articles homonymes, voir Hughes.
Alex Haydon, née le 25 juillet 2001 à Clare Valley, est une joueuse professionnelle de squash représentant l'Australie. Elle atteint en mars 2025 la 63e place mondiale, son meilleur classement. Elle est championne d'Australie en 2025.

## Biographie
Née dans la Clare Valley, en Australie-Méridionale, Alex Haydon commence à jouer au squash parce que ses parents faisaient participer toute la famille. Elle remporte son premier titre de championne nationale junior en 2013, puis honore sa première sélection en équipe nationale moins d'un an plus tard lors des championnats juniors d'Océanie et des Trans-Tasman Test Series, à l'âge de 12 ans. Alex Haydon est sept fois championne nationale junior d'Australie (2013-2019) et a représenté l'Australie aux championnats du monde par équipes, aux championnats du monde de double, aux Jeux olympiques de la jeunesse de 2018 en Argentine et à quatre championnats du monde junior. Elle a déménagé pour s'entraîner au Centre national de squash à Carrara, sur la Gold Coast après avoir terminé le lycée en 2019, travaillant avec l'entraîneur en chef national Stewart Boswell. 
Alex Haydon joue pour la première fois sur le PSA World Tour dès 2015 et régulièrement depuis 2021. Elle atteint deux finales sur ce circuit, dont la première en février 2022. Elle remporte son premier titre sur le circuit en avril 2024, puis son deuxième en juin 2024. Avec l'équipe nationale australienne, elle participe pour la première fois aux championnats du monde par équipes en 2018 et fait partie de la sélection pour les championnats du monde de 2022.
En 2021, Alex Haydon devient vice-championne d'Australie après une défaite en finale face à Tamika Saxby. En juin 2025,  elle devient championne d'Australie face à Madison Lyon.

## Palmarès

### Titres
- Championnats d'Australie : 2025

### Finales
- Championnats d'Australie : 2 finales (2021, 2024)